# Chevrolet Traverse
De Chevrolet Traverse is een cross-over SUV van het Amerikaanse merk Chevrolet. De Traverse is in 2008 gepresenteerd en diende als vervanger van de Chevrolet Trailblazer en Chevrolet Uplander.
De Chevrolet Traverse is de op twee na grootste SUV van Chevrolet. Het model bevindt zich tussen de Chevrolet Blazer en Chevrolet Tahoe.
Het voertuig is verwant aan de GMC Acadia, Buick Enclave en de Cadillac XT6.
De Chevrolet Traverse was afgeleid van de Chevrolet Sequel, een conceptauto uit 2003. Uiteindelijk was dit conceptvoertuig de Chevrolet Equinox geworden.

## Eerste generatie
In 2008 werd de Chevrolet Traverse gepresenteerd. Het voertuig werd op het GM Lambda-platform gebouwd. Dit platform was ontworpen voor middelgrote cross-overs. Op dit platform werden ook modellen zoals de GMC Acadia, Buick Enclave en Saturn Outlook gebouwd. Hierdoor deelden deze vier modellen dezelfde aandrijving en basisonderdelen. De Traverse kreeg maar één motoroptie: een 3,6 liter V6-motor. Deze motor kon 281 pk of 288 pk leveren. In oktober 2008 verschenen de eerste modellen bij de autodealers.
In 2013 kreeg de Chevrolet Traverse een facelift. De meest opvallende veranderingen waren aan het exterieur. Zo kreeg het model nieuwe koplampen, een nieuwe grille en een andere achterklep. Verder werd er een touchscreen ingebouwd en werd het MyLink-informatiesysteem geïnstalleerd. Als extra opties kon er gekozen worden voor lederen bekleding en een Bose-audiosysteem.
In 2014 werd de Traverse met Lane Departure Warning en Forward Collision Warning uitgerust. In 2016 werd het OnStar-systeem ingebouwd, waardoor gebruikers van de Traverse 24/7-assistentie van Chevrolet kunnen krijgen.

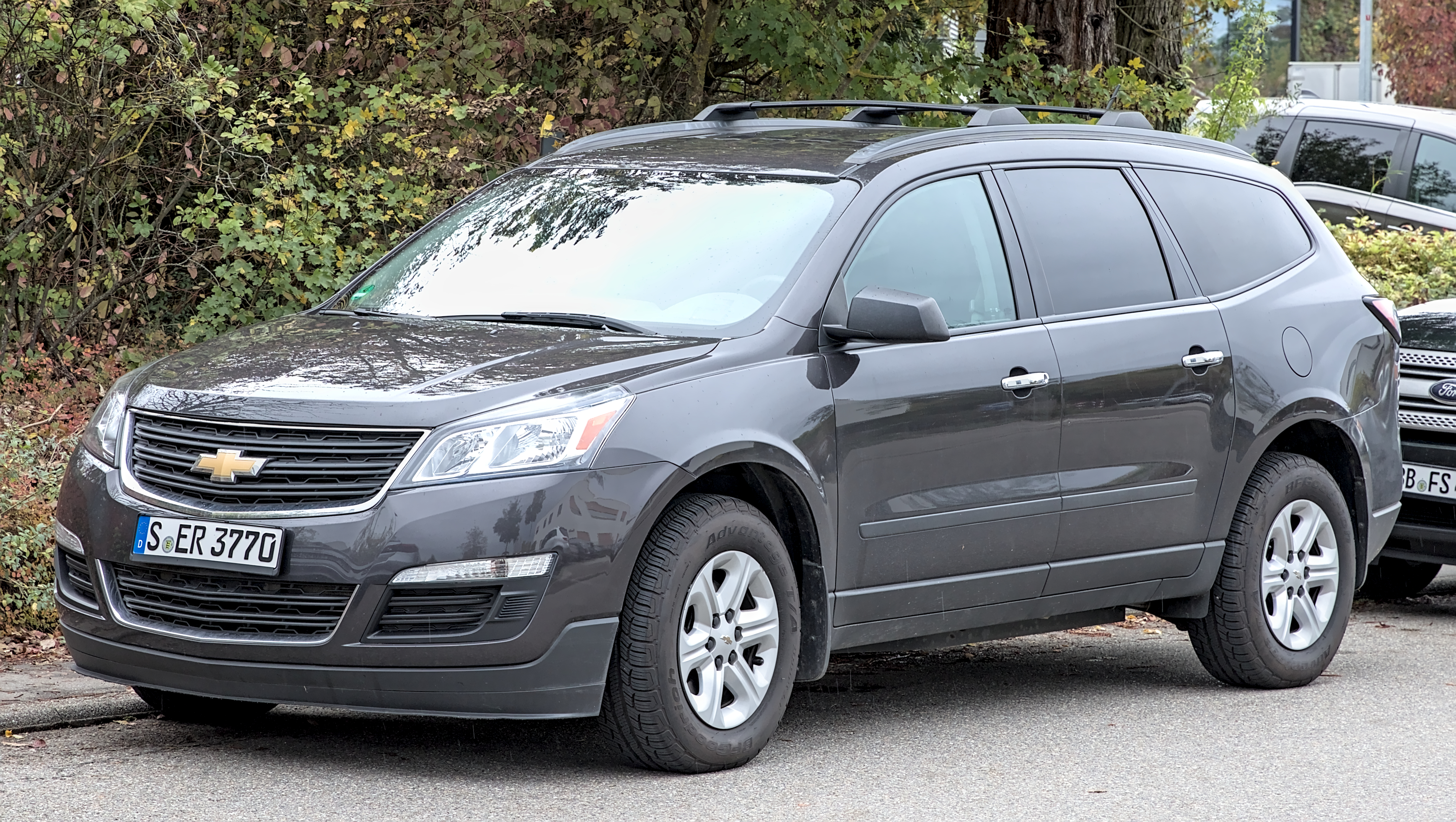
De Chevrolet Traverse na de facelift van 2013.
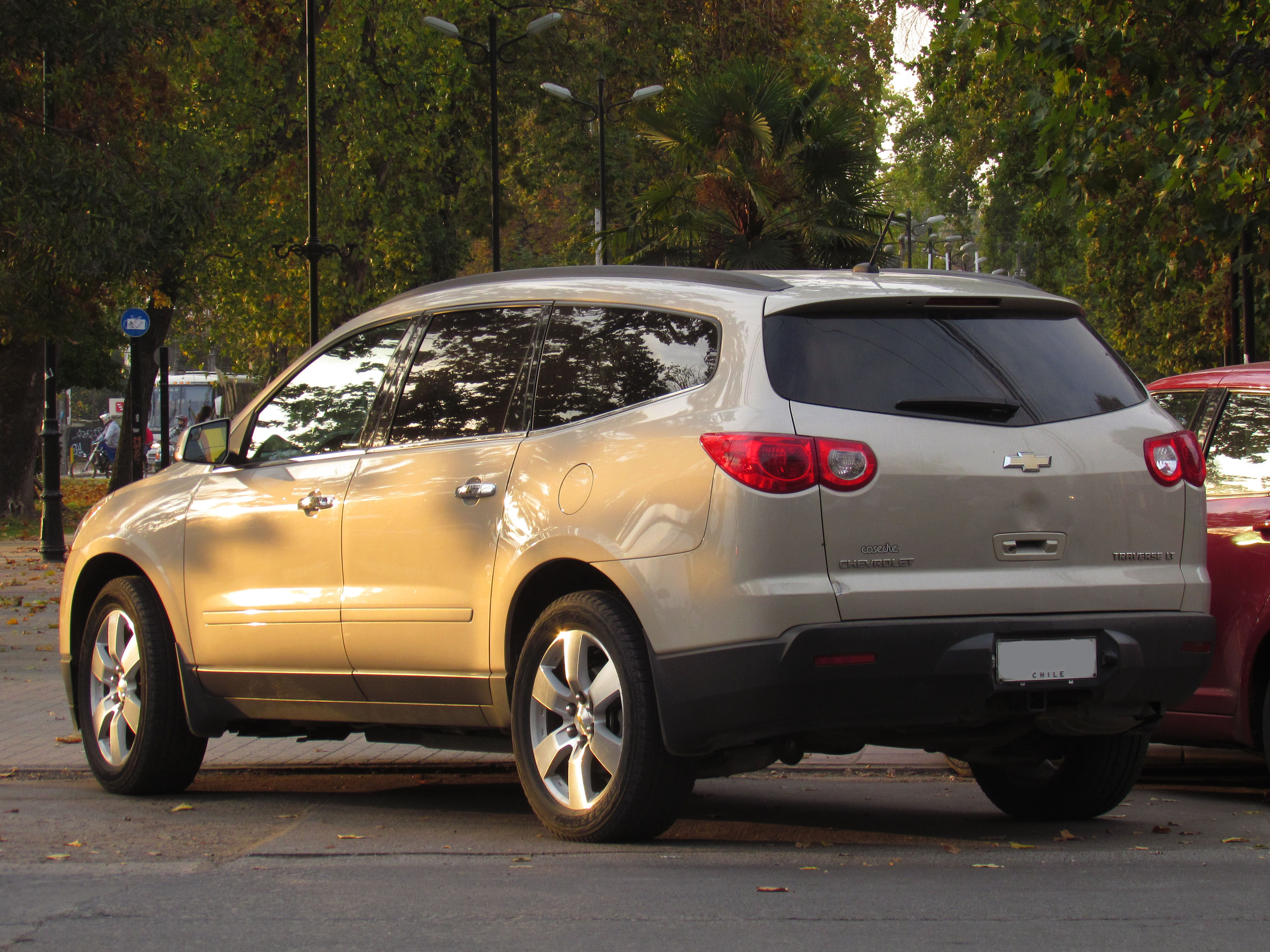
De achterzijde van het voertuig.
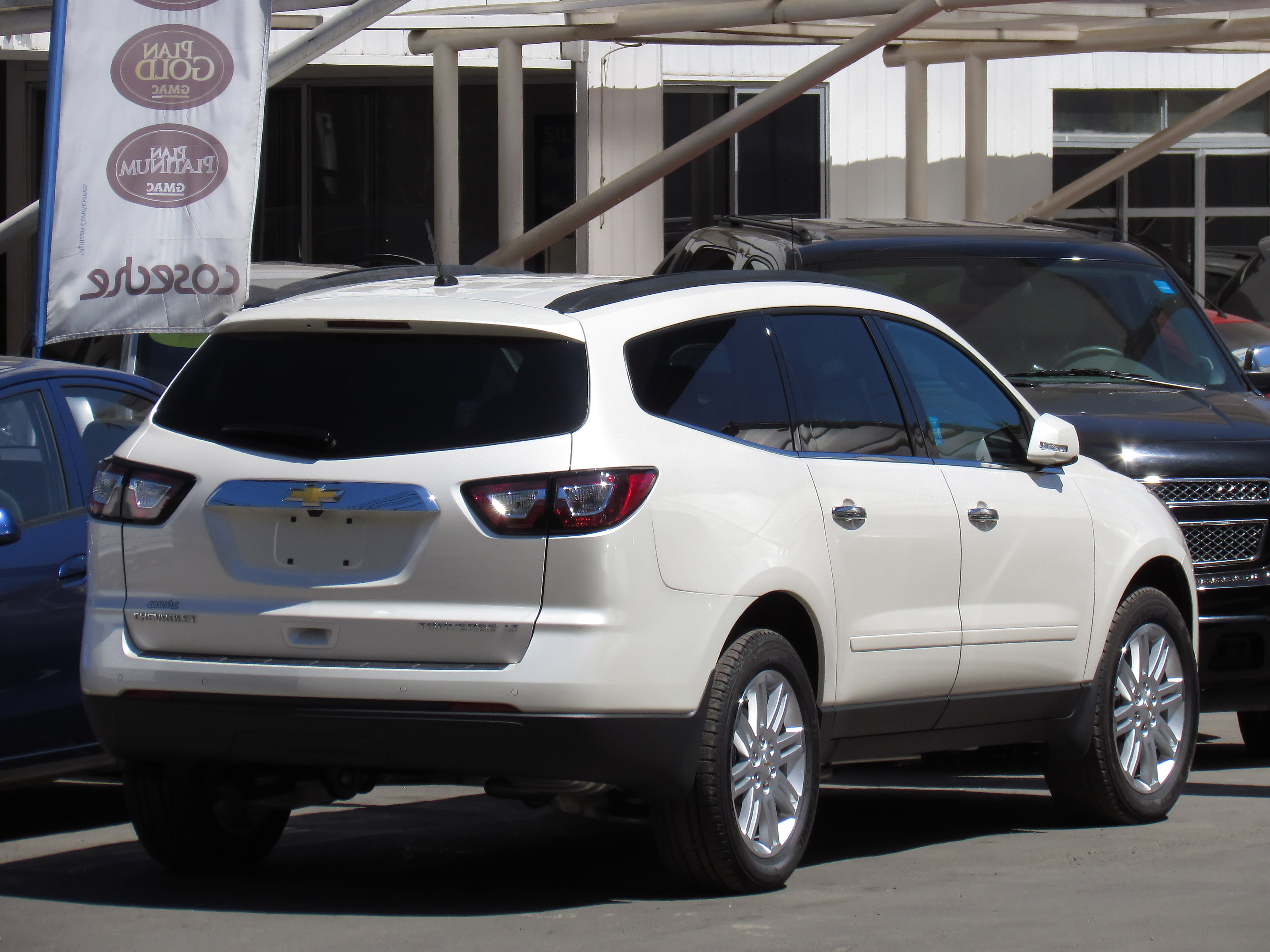
De achterzijde van het voertuig na de facelift.

## Tweede generatie
In 2017 werd de tweede generatie van de Chevrolet Traverse geïntroduceerd. De vernieuwde Chevrolet Traverse kreeg en wat meer robuuster uiterlijk zoals de Chevrolet Tahoe en Suburban. Het voertuig werd op een aangepaste versie van het GM Epsilon-platform gebouwd. Op dit platform werden naast cross-overs ook kleinere voertuigen zoals de Opel Vectra, Chevrolet Malibu en Saab 9-5 gebouwd.
Daarnaast maakte Chevrolet bekend dat de Traverse de internationale markt op zou gaan. Naast Noord-Amerika (De VS, Canada en Mexico) werd de Traverse in Zuid-Korea, Rusland, het Midden-Oosten en op beperkte schaal in Zuid-Amerika verkocht.
De Traverse werd in vijf varianten geleverd: LS, LT, RS, Premier en High Country. Al deze varianten waren te verkrijgen met voorwielaandrijving of all-wheel drive. Het voertuig werd standaard geleverd met een 3,6 liter V6-motor, die 310 pk leverde. De RS-variant werd met een 2,0 liter I4-motor geleverd. De 2,0 I4-motor werd in 2019 geschrapt.
Nieuwe voorzieningen voor de Traverse waren een achterklep met voetsensor, de nieuwste versie van het MyLink-informatiesysteem inclusief Apple CarPlay en Android Auto, keyless access en elektrisch bedienbare achterbanken.
In 2020 kreeg de Traverse een facelift. De voor- en achterlichten werden nu standaard led en er kwam een nieuw informatiesysteem. Door COVID-19 werd deze facelift uitgesteld naar 2022.

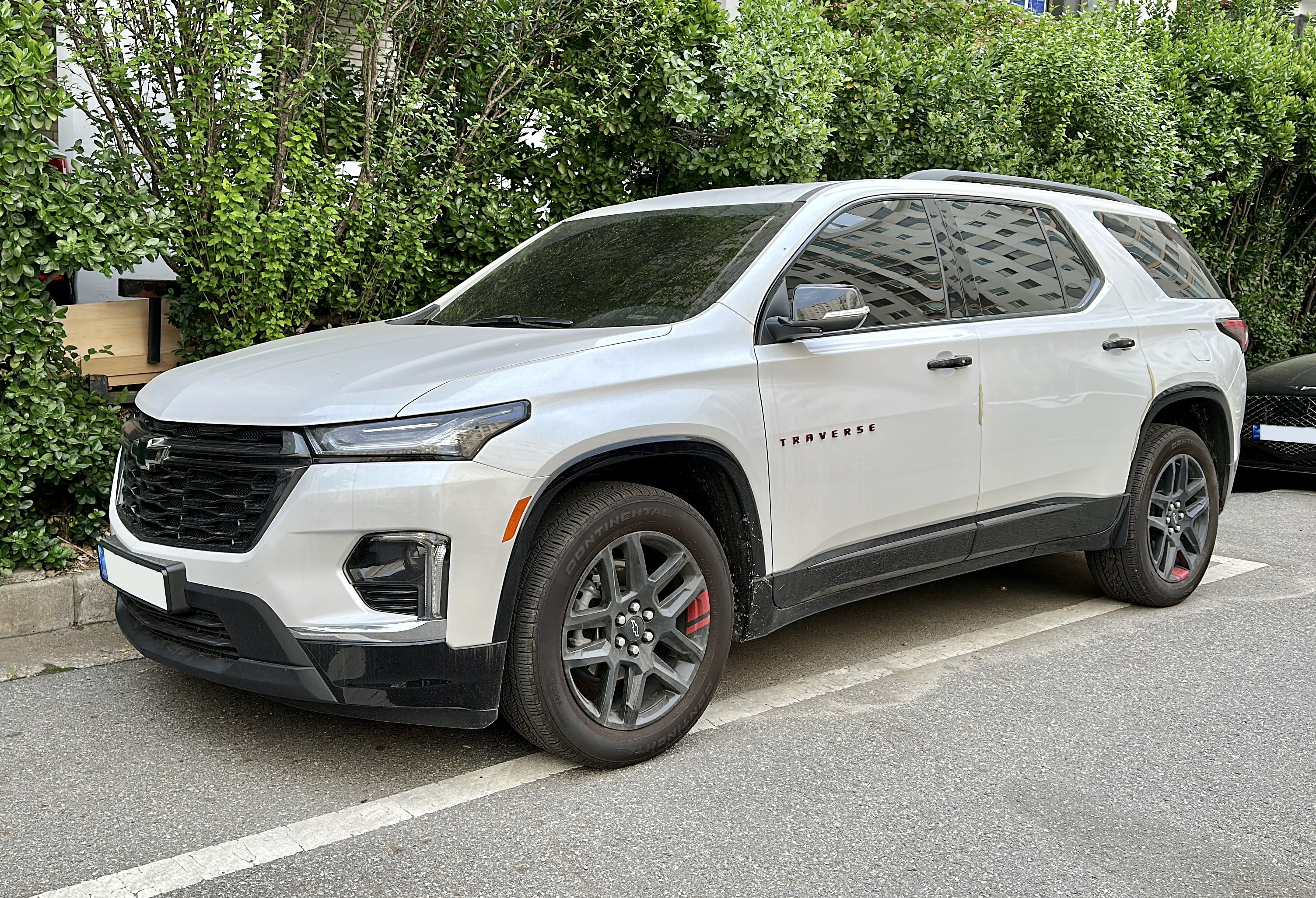
Een gefacelifte Chevrolet Traverse
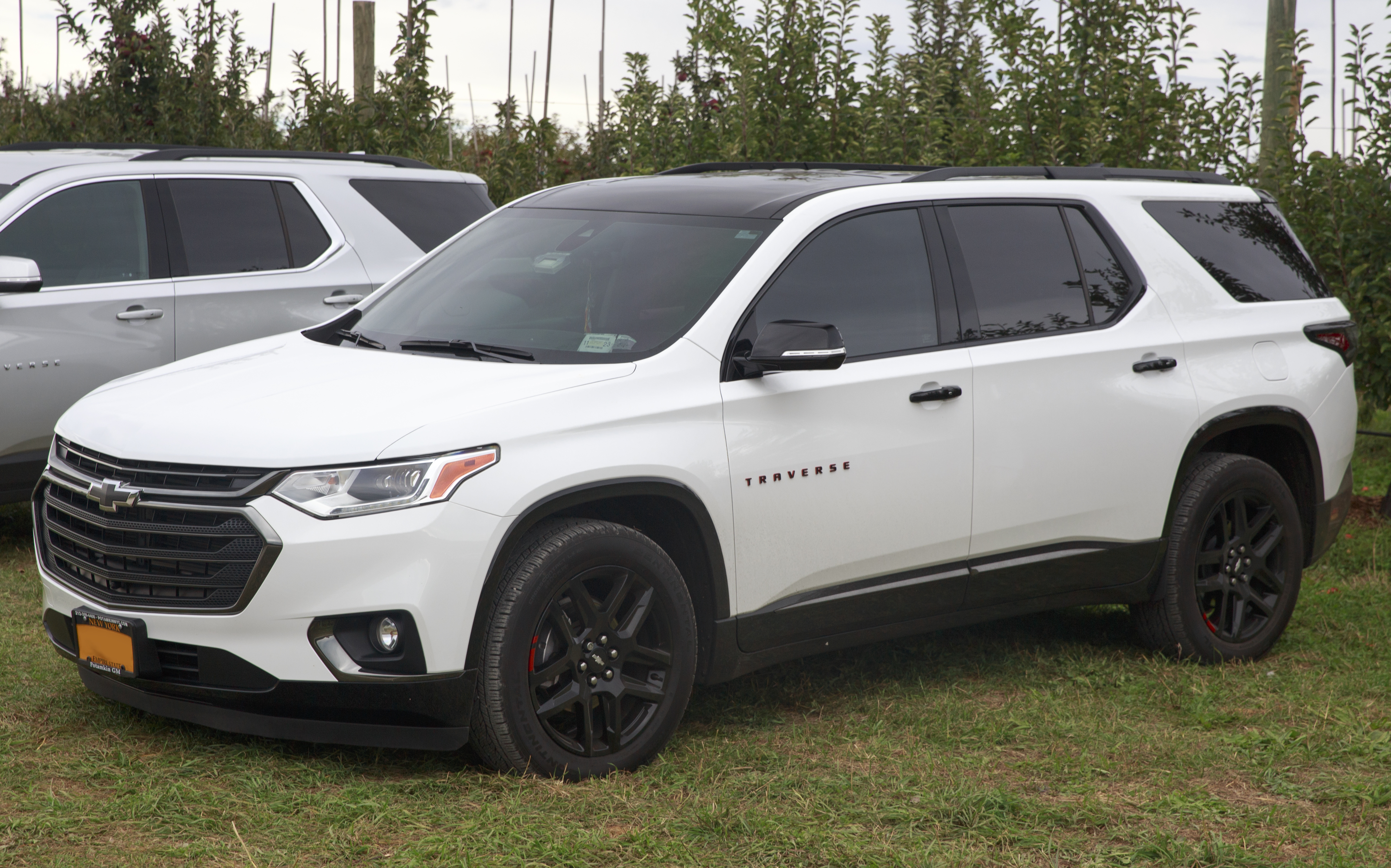
Een Chevrolet Traverse pre-facelift. Goed te zien zijn de andere koplampen.
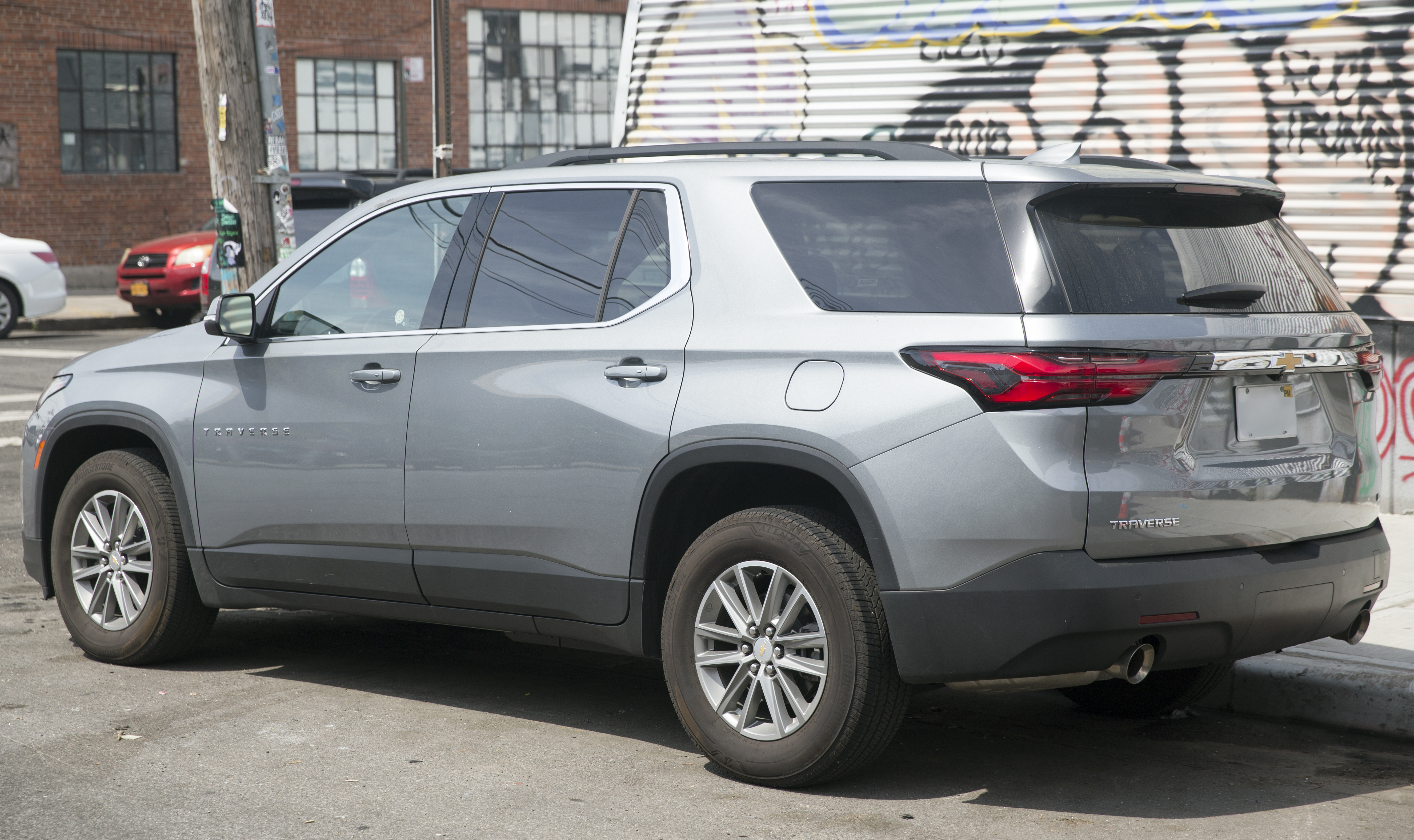
De achterzijde van het voertuig

## Derde generatie
In 2023 werd de derde generatie van de Chevrolet Traverse gepresenteerd. De vernieuwde Traverse kreeg het robuuste High Brow-design, wat ook op andere SUV's van Chevrolet wordt toegepast. Dit design is te herkennen aan de kleine koplampen, de grote grille met het logo en het stoere uiterlijk.
De nieuwe Traverse is te verkrijgen in vier varianten: LS, LT, Z71 en RS. Een vijfde variant, de Premier, komt in 2025 beschikbaar. De Z71-pakket is geheel nieuw voor het model. Deze variant krijgt aanpassingen zodat hij ook off-road kan rijden.
De 3,6 liter V6-motor waarmee de Traverse sinds 2008 uitgerust mee is, is vervangen door een 2,5 liter I4-motor. Deze motor levert 315 pk.
De vernieuwde Traverse wordt in de VS, Canada, het Midden-Oosten en China verkocht. De Chinese versie heeft een kleinere motor, namelijk een 2,0 liter I4. Daarnaast is het een hybride. In Zuid-Korea blijft de tweede generatie in verkoop.

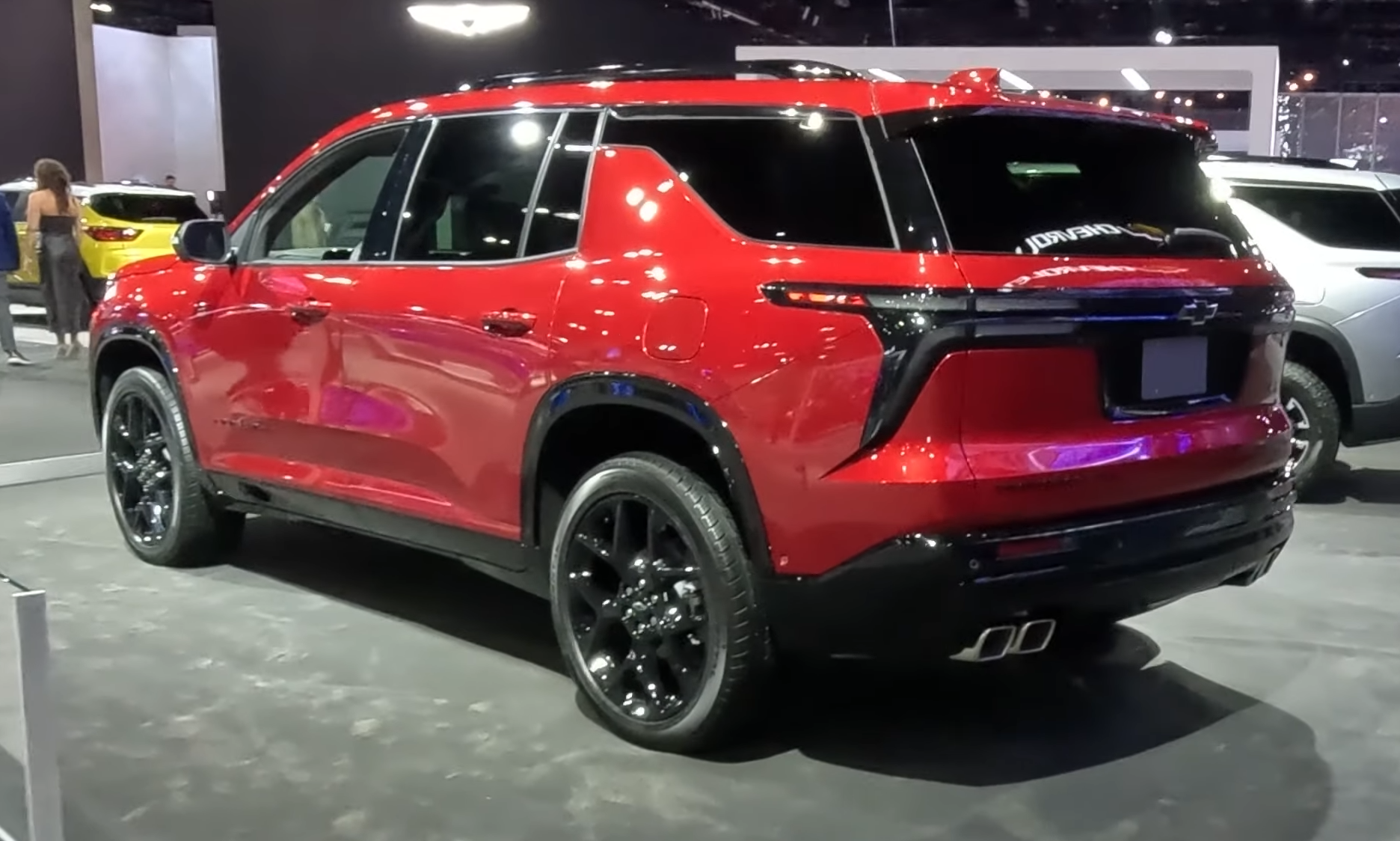
De achterzijde van de Traverse
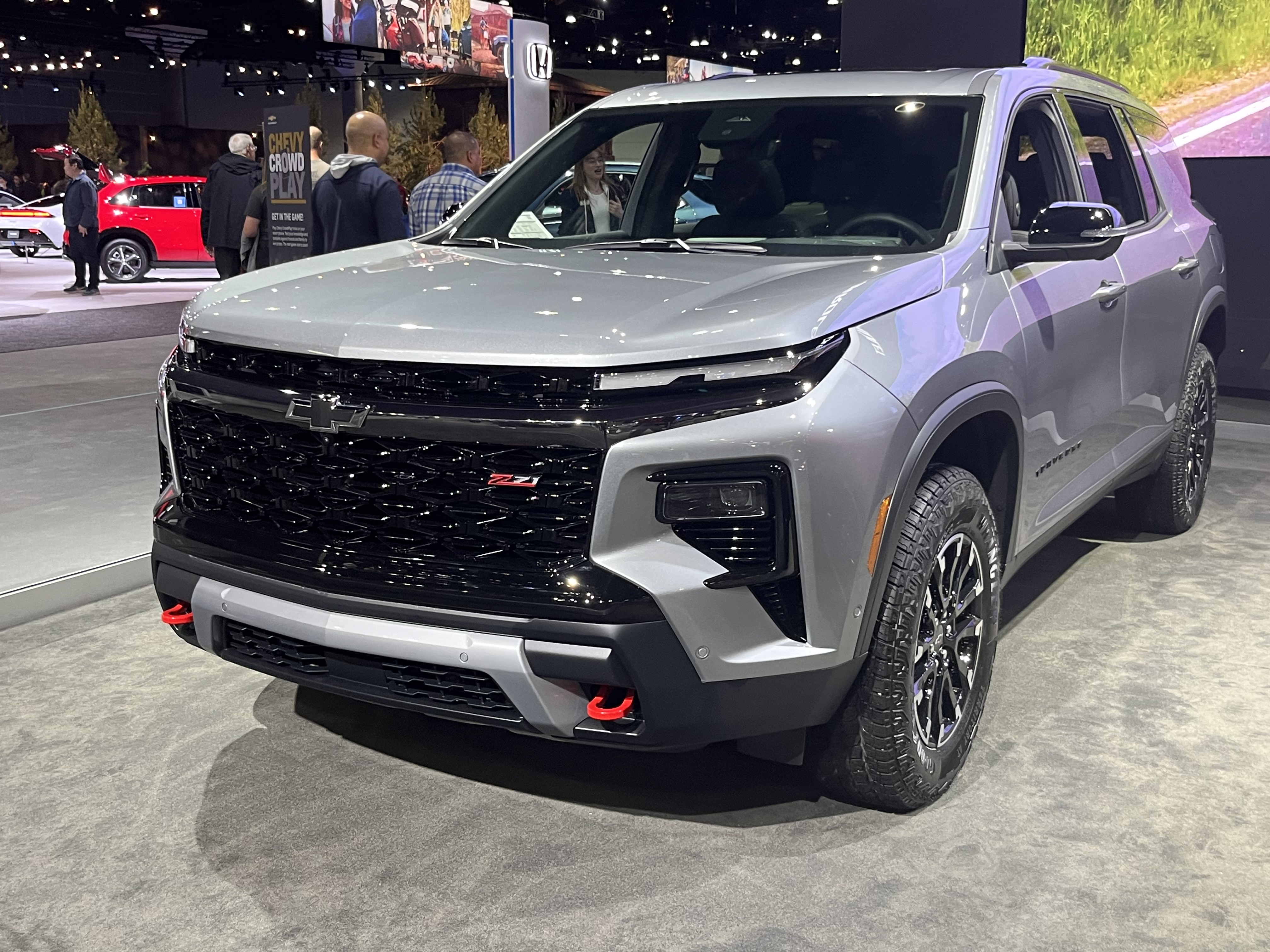
Een Chevrolet Traverse Z71 (offroad-versie)